# Maloof Music
Maloof Music — американський лейбл звукозапису, який належить Maloof Productions і Interscope Records (Universal Music Group). Керуючими лейбла є Філ Мулуф та Тоні Гуанчі. Стилізація лайбла різноманітна, включає в себе такі напрямки: рок, хіп-хоп, альтернативний рок, поп-музика.

## Список виконавців
- Rev Theory[1]
- Hinder[1]
- Ali Lohan[1]